# Saint-Louis-de-Blandford
Pour les articles homonymes, voir Saint-Louis.
Saint-Louis-de-Blandford est une municipalité du Québec  située dans la MRC d'Arthabaska dans la région administrative du Centre-du-Québec. Ses habitants sont des Ludoviciens et des Ludoviciennes.

## Toponymie
« Si le patron des lieux demeure saint Louis ou Louis IX (1214-1270), roi de France de 1226 à 1270, c'est davantage à Louis-Joseph Massue (Varennes, 1786 – Québec, 1869) que l'on désirait rendre hommage. Considéré comme l'un des plus riches marchands du pays, il a, entre autres fonctions, siégé au Conseil législatif du Canada-Uni (1843-1851). Par la suite, il devient contrôleur des douanes dans le port de Québec. Lors de la construction de l'église paroissiale, il fait don du terrain, de la peinture, des vitres et des ferrures. Pour sa part, le canton de Blandford, proclamé en 1823, évoque un village du comté de Dorset en Angleterre ».

## Histoire

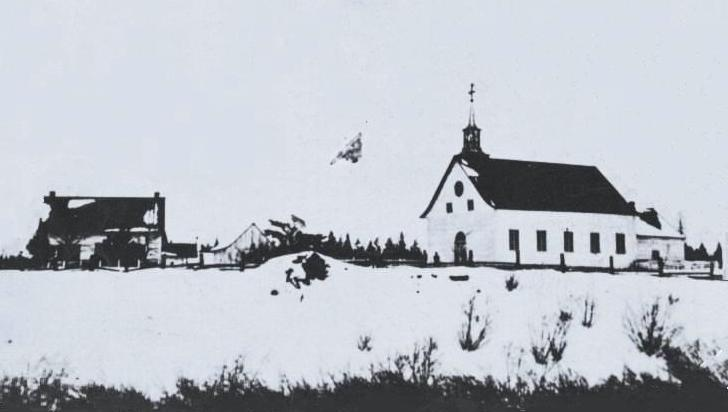
Église Saint-Louis-de-Blandford, 1869

Le premier colon à s'installer dans la partie du canton de Blandford qui deviendra Saint-Louis-de-Blandford  est Charles Héon (1799-1882) de Bécancour qui arrive sur les lieux en 1825. Il y construit la chapelle en 1834-1835. La paroisse de Saint-Louis-de-Blandford érigée canoniquement en 1848 et civilement en 1861. La municipalité de Blandford est établie en 1845 et fait partie de la municipalité de comté en 1847. Elle devient la municipalité de la paroisse de Saint-Louis-de-Blandford en 1855. Le 14 mars 2009 Saint-Louis-de-Blandford changea son statut de municipalité de paroisse pour celui de municipalité. En février 2025, Saint-Louis-de-Blandford a fêté son 200e anniversaire avec une soirée réunissant les habitants.

## Géographie
Saint-Louis-de-Blandford est situé à quelque 24 km au nord de Victoriaville sur les rives de la rivière Bécancour qui délimite le sud-est la municipalité puis la traverse vers le sud-ouest.
À partir de son crénon, dans le sud-est, la rivière Goulet coule vers l'ouest jusqu'à sa confluence avec la rivière Bécancour.
À partir de son crénon, dans le nord, la rivière du Moulin coule vers le sud-ouest jusqu'à sa confluence avec la rivière Bécancour.
La rivière Sauvage traverse le nord-ouest en coulant vers le sud-ouest.
On y accède par l'autoroute 20, la route 263 ou la route 162.

## Démographie
| 1996 | 2001 | 2006 | 2011 | 2016  | 2021  |
| ---- | ---- | ---- | ---- | ----- | ----- |
| 806  | 855  | 985  | 903  | 1 011 | 1 076 |

## Administration
Les élections municipales se font en bloc pour le maire et les six conseillers.
| Saint-Louis-de-Blandford Maires depuis 2003                                                                          |                 |                 |          |
| Élection | Maire           | Qualité         | Résultat |
| 2003 | Gilles Marchand |                 | Voir     |
| 2005 | Gilles Marchand | Voir            |          |
| 2009 | Gilles Marchand | Voir            |          |
| 2013 | Gilles Marchand | Voir            |          |
| 2017 | Gilles Marchand | Voir            |          |
| oct. 2019 | Marc Bédard     | Maire suppléant | Voir     |
| déc. 2019 | Yvon Barrette   |                 | Voir     |
| 2021 | Yvon Barrette   | Voir            |          |
| juil. 2023 |                 |                 | Voir     |
| oct. 2023 | Yvon Carle      |                 | Voir     |
| Élection partielle en italique Depuis 2005, les élections sont simultanées dans toutes les municipalités québécoises |                 |                 |          |

## Centre d'interprétation de la canneberge

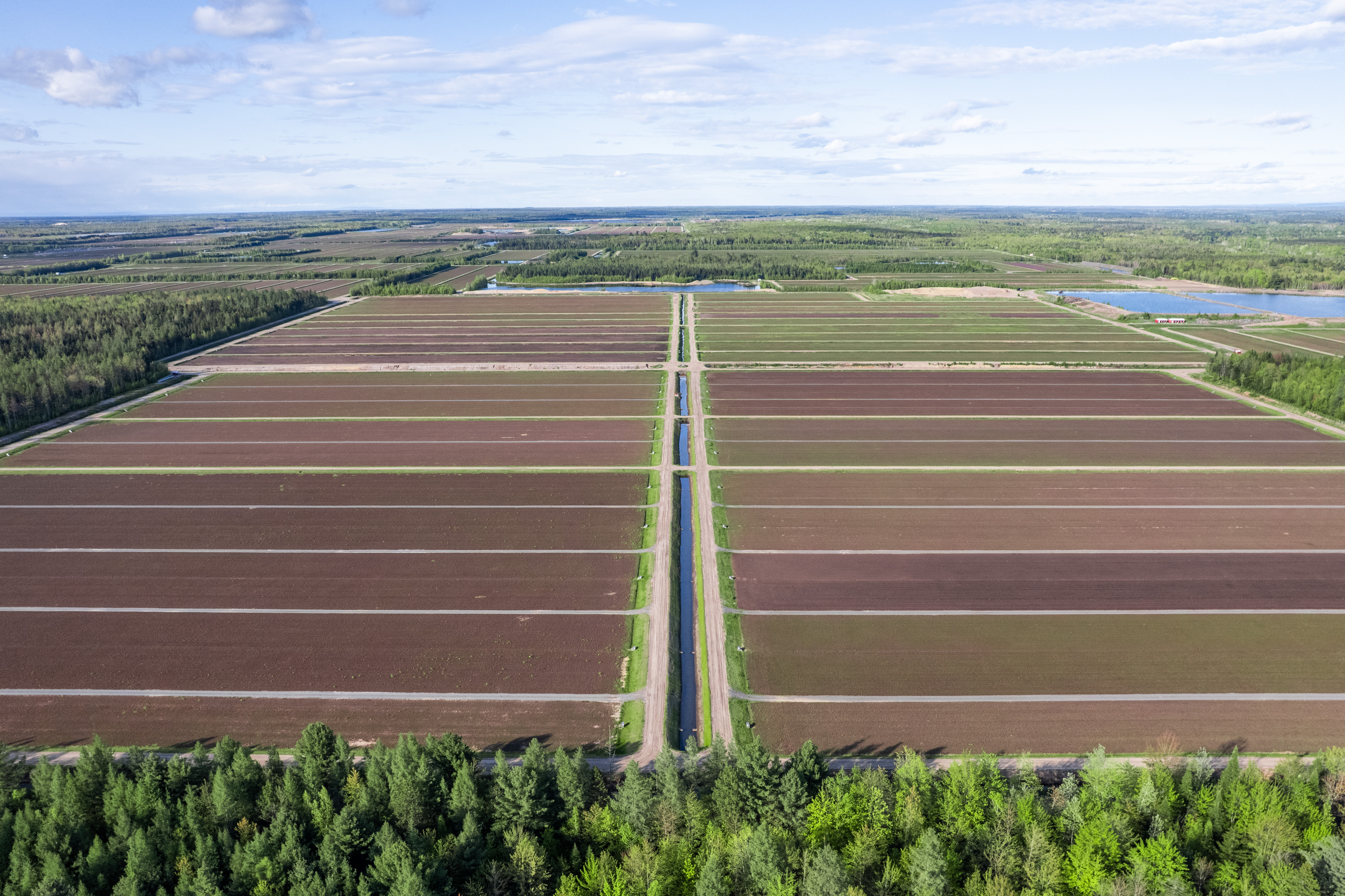
Vue aérienne d'un champ de canneberge à Saint-Louis-de-Blandford.

Saint-Louis-de-Blandford est réputée pour sa concentration élevée de marais de canneberge ; au Québec, la majeure partie de la culture de la canneberge se produit dans et autour de la ville. Pour profiter davantage de cette ressource naturelle abondante et augmenter le revenu de tourisme, un centre d'interprétation offre des présentations et des visites éducatives aux marais locaux aux groupes et des visiteurs intéressés. Le tourisme vert de ce type est commun dans la région du Centre-du-Québec, qui est connue comme centre agricole du Québec.